# فروالکتریسیته

قطبش فرو الکتریک

قطبش دی الکتریک خطی

فروالکتریسیته مشخصه بعضی از مواد است که دارای قطبش الکتریکی خود به خودی هستند و با استفاده از یک میدان الکتریکی خارجی قابل برگشت است. تمام فروالکتریک ها با توجه به خاصیت اضافی که قطبش الکتریکی طبیعی آنها قابل برگشت است ، پیروالکتریک هستند. این اصطلاح در قیاس فرو مغناطیس استفاده می شود ، که در آن ماده یک لحظه گشتاور مغناطیسی دائمی را نشان می دهد. فروالکتریکی در سال 1920 در نمک روشل توسط والاسک کشف شد در حالی که فرومغناطیس از قبل شناخته شده بود . بنابراین ، پیشوند ferro ، به معنی آهن ، علی رغم این واقعیت که اکثر مواد فروالکتریک حاوی آهن نیستند ، برای توصیف خاصیت استفاده شد. موادی که هم فروالکتریک و هم فرو مغناطیسی باشند به عنوان چند فروئیک ها شناخته می شوند.

## قطبش

قطبش پاراالکتریک

هنگامی که بیشتر مواد به صورت الکتریکی قطبی می شوند، پلاریزاسیون القا شده، P، تقریباً متناسب با میدان الکتریکی خارجی اعمال شده E است. بنابراین قطب بندی یک تابع خطی است. بنابراین قطبش یک تابع خطی است. (شکل را ببینید). این پلاریزاسیون دی الکتریک خطی نامیده می شود.
برخی از مواد ، معروف به مواد پاراالکتریک  قطبش غیرخطی تقویت شده بیشتری  نشان می دهند (شکل را ببینید). گذردهی الکتریکی مربوط به شیب منحنی پلاریزاسیون، مانند دی الکتریک خطی ثابت نیست، بلکه تابعی از میدان الکتریکی خارجی است.
مواد فروالکتریک علاوه بر غیرخطی بودن، قطبش خود به خودی غیر صفر را حتی در صورت صفر بودن میدان الکتریکی اعمال شده نشان میدهند. ویژگی متمایز مواد فروالکتریک این است که قطبش خود به خودی این مواد را می توان با یک میدان الکتریکی قوی اعمال شده در جهت مخالف معکوس کرد.؛ بنابراین قطبی شدن هم به میدان الکتریکی فعلی و هم به تاریخچه آن نیز بستگی دارد و یک حلقه پسماند ایجاد می کند. آنها را در قیاس با مواد فرو مغناطیسی، فروالکتریک می نامند ، که دارای مغناطش خود به خودی هستند و حلقه های پسماند مشابهی را نشان می دهند.
به‌طور معمول ، مواد ، فروالکتریسیته را فقط زیر دمای انتقال فاز خاصی نشان می دهند، که دمای کوری ( T C ) نامیده می شوند و بالاتر از این دما دی الکتریک هستند. در این دما قطبش خود به خودی از بین می رود و کریستال فرو الکتریک به حالت پاراالکتریک تبدیل می شود. بسیاری از فروالکتریک ها خواص پیروالکتریک خود را در بالای TC به طور کامل از دست می دهند، زیرا فاز پاراالکتریک آنها دارای ساختار کریستالی مرکز متقارن است.

## کاربرد ها
از طبیعت غیرخطی مواد فروالکتریک می توان خازن هایی با ظرفیت قابل تنظیم ساخت. به‌طور معمول ، یک خازن فروالکتریک به سادگی متشکل از یک جفت الکترود است که یک لایه از مواد فروالکتریک در بین آنها قرار دارد. گذردهی فروالکتریک ها نه تنها تنظیم می شوند بلکه معمولاً از نظر مطلق نیز بسیار زیاد هستند ، خصوصاً وقتی نزدیک به دمای انتقال فاز هستند. به همین دلیل ، خازن های فروالکتریک در مقایسه با خازن های دی الکتریک (غیر قابل تنظیم) با ظرفیت مشابه ، اندازه کوچکی دارند.
قطبی شدن خود به خود مواد فروالکتریک حاکی از یک اثر پسماند است که می تواند به عنوان یک عملکرد حافظه مورد استفاده قرار گیرد ، و در واقع از خازن های فروالکتریک برای ساخت RAM فروالکتریک برای رایانه ها و کارت های RFID استفاده می شود. در این کاربردها از فیلمهای نازک فروالکتریک به‌طور معمول استفاده می شود ، زیرا این امر باعث می شود تا میدان مورد نیاز برای تغییر قطبش با ولتاژ متوسط حاصل شود. با این حال ، هنگام استفاده از فیلم های نازک ، توجه زیادی به رابط ها ، الکترودها و کیفیت نمونه برای کارایی قابل اعتماد دستگاه ها باید انجام شود.
با توجه به تقارن ، مواد فروالکتریک ، پیزوالکتریک و پیروالکتریک نیز هستند. خواص ترکیبی حافظه ، پیزوالکتریسیته و پیروالکتریسیته خازن های فروالکتریک را ، بسیار مفید می کند ، به عنوان مثال برای کاربردهای حسگر از خازن های فروالکتریک در دستگاه های سونوگرافی پزشکی استفاده می شود (خازن ها برای تولید و شنیدن پینگ سونوگرافی مورد استفاده برای تصویربرداری از اندام های داخلی بدن استفاده می شوند) ، دوربین های مادون قرمز با کیفیت بالا (تصویر مادون قرمز بر روی یک آرایه دو بعدی از خازن های فروالکتریک قابل پخش است) تشخیص اختلاف دما به اندازه میلیونیم درجه سانتیگراد) ، سنسورهای آتش سوزی ، سونار ، سنسورهای لرزش و حتی انژکتورهای سوخت در موتورهای دیزلی.
یکی دیگر از ایده های مورد علاقه اخیر ، اتصال تونل فروالکتریک ( FTJ ) است که در آن یک تماس با فیلم فروالکتریک با ضخامت نانومتر ایجاد می شود که بین الکترودهای فلزی قرار گرفته است. ضخامت لایه فرو الکتریک به اندازه کافی کم است که امکان تونل شدن الکترون ها را فراهم کند. اثرات پیزوالکتریک و رابط و همچنین میدان دپلاریزاسیون ممکن است به یک اثر سوئیچینگ مقاومت الکتریکی عظیم (GER) منجر شود.
با این وجود موضوع داغ دیگر بحث چندفروئیک است ، جایی که محققان در جستجوی راه هایی برای جفت سازی نظم مغناطیسی و فروالکتریک در یک ماده یا ساختار ناهمسان هستند. چند بررسی در مورد این موضوع وجود دارد.
خواص کاتالیزوری فروالکتریکها از سال 1952 زمانی که پاراوانو ناهنجاریهایی را در میزان اکسیداسیون CO نسبت به فروالکتریک سدیم و پتاسیم نیوبات در نزدیکی دمای کوری این مواد مشاهده کرد ، مورد مطالعه قرار گرفته است. مولفه ی عمود بر سطح قطبش فرو الکتریک می تواند بار وابسته به قطب را در سطح مواد فروالکتریک پیشبینی کند و شیمی آنها را تغییر دهد. این اتفاق ، امکان انجام تجزیه و تحلیل فراتر از محدودیت های اصل Sabatier را باز می کند. اصل Sabatier بیان می کند که فعل و انفعالات جذب سطحی باید مقدار بهینه ای باشد: نه بسیار ضعیف برای بی اثر بودن نسبت به واکنش دهنده ها و نه خیلی قوی برای مسمومیت سطح و جلوگیری از دفع فرآورده ها: وضعیت سازش. این مجموعه از فعل و انفعالات مطلوب معمولاً به عنوان "بالای ولکانو" در نمودار فعالیت های ولکانو شناخته می شود. از طرف دیگر ، شیمی وابسته به قطبش فرو الکتریک می تواند امکان تغییر سطح را فراهم کند - فعل و انفعالات از جذب قوی به دفع قوی را جذب می کند ، بنابراین دیگر نیازی به سازش بین دفع و جذب نیست. قطبش فروالکتریک همچنین می تواند به عنوان یک جمع کننده انرژی عمل کند . قطبش می تواند به جدایی زوج الکترون-حفره تولید شده توسط عکس کمک کند و منجر به افزایش فتوکاتالیز شود. همچنین ، به دلیل اثرات پیروالکتریک و پیزوالکتریک تحت دمای مختلف (چرخه های گرمایش / سرمایش)  یا شرایط فشارهای مختلف (ارتعاشات)  بارهای اضافی می توانند روی سطح ظاهر شوند و واکنش های مختلف شیمیایی (الکترو) را به جلو برانند.

## مواد فروالکتریک
دوقطبی های الکتریکی داخلی یک ماده فروالکتریک به شبکه ماده متصل می شوند بنابراین هر چیزی که شبکه را تغییر دهد ، قدرت دو قطبی را تغییر می دهد (به عبارت دیگر ، تغییر در قطبش خود به خودی). تغییر در قطبش خود به خودی منجر به تغییر در بار سطح می شود. این امر حتی در صورت وجود ولتاژ خارجی در خازن ، می تواند باعث ایجاد جریان در مورد یک خازن فروالکتریک شود. دو محرکی که ابعاد شبکه یک ماده را تغییر خواهد داد ، نیرو و دما هستند. به تولید یک بار سطحی در پاسخ به اعمال تنش خارجی به ماده ، پیزوالکتریک گفته می شود . تغییر در قطبش خود به خود ماده در پاسخ به تغییر دما را پیروالکتریسیته می گویند .
به‌طور کلی ، 230 گروه فضایی وجود دارد که در میان آنها 32 کلاس بلوری را می توان در بلورها یافت. 21 کلاس غیر متقارن وجود دارد که در آن 20 کلاس پیزوالکتریک است . در میان کلاسهای پیزوالکتریک ، 10 طبقه دارای قطبش الکتریکی خود به خودی هستند که با دما رابطه دارد ، بنابراین آنها پیروالکتریک هستند. در میان مواد پیروالکتریک ، برخی از آنها فروالکتریک هستند.
| 32 کلاس بلوری                                      | 32 کلاس بلوری                        | 32 کلاس بلوری                      | 32 کلاس بلوری | 32 کلاس بلوری   |
| 21 عدم تقارن                                       | 21 عدم تقارن                         | 21 عدم تقارن                       | 21 عدم تقارن  | 11 تقارن        |
| -------------------------------------------------- | ------------------------------------ | ---------------------------------- | ------------- | --------------- |
| 20 کلاس پیزوالکتریک                                | 20 کلاس پیزوالکتریک                  | 20 کلاس پیزوالکتریک                |               | غیر پیزوالکتریک |
| 10 کلاس پیروالکتریک                                | 10 کلاس پیروالکتریک                  | غیر پیروالکتریک                    |               | غیر پیزوالکتریک |
| فروالکتریک                                         | غیر فروالکتریک                       | غیر پیروالکتریک                    |               | غیر پیزوالکتریک |
| به عنوان مثال : PbZr / TiO در 3 ، BaTiO 3، PbTiO 3 | به عنوان مثال : تورمالین ، ZnO ، AlN | به عنوان مثال : کوارتز ، لانگاسایت |               | غیر پیزوالکتریک |

انتقال فاز فروالکتریک، اغلب یا استحاله های جابجایی (مانند BaTiO 3) و یا استحاله های منظم- غیر منظم (مانند NaNO2)، هر چند اگرچه اغلب انتقال فاز عناصر هر دو رفتار را نشان می دهد. در تیتانات باریم ، یک فروالکتریک معمولی از نوع جابجایی ، می توان انتقال را از روی یک فاجعه قطبش درک کرد ، در آن ، اگر یونی از تعادل اندکی جابجا شود ، نیروی ناشی از میدانهای الکتریکی محلی، به دلیل یونهای موجود در کریستال سریعتر از نیروهای ترمیم کننده الاستیک افزایش می یابد. این فرایند منجر به تغییر نامتقارن در موقعیت های یونی تعادلی و از این رو به یک گشتاور دو قطبی دائمی می شود. جابجایی یونی در تیتانات باریم مربوط به موقعیت نسبی یون تیتانیوم در ساختار هشت وجهی اکسیژن است. در سرب تیتانات ، یکی دیگر از مواد اصلی فروالکتریک ، اگرچه ساختار تقریباً مشابه تیتانات باریم است ، نیروی محرکه برای الکتروشیمیایی پیچیده تر است و فعل و انفعالات یونهای سرب و اکسیژن نیز نقش مهمی دارند. در فروالکتریک منظم- غیر منظم ، در هر سلول واحد یک لحظه دو قطبی وجود دارد ، اما در درجه حرارت بالا به جهت های تصادفی اشاره می کنند. با پایین آوردن دما و گذر از مرحله انتقال ، دو قطبی ها مرتب می شوند ، و همه در یک جهت در یک دامنه قرار می گیرند.
یک ماده مهم فروالکتریک برای استفاده ، تیتانات زیرکونات سرب (PZT) است که بخشی از محلول جامد تشکیل شده بین تیتانات سرب فروالکتریک و زیرکونات سرب ضدفروالکتریسیته است . از ترکیبات مختلف برای کاربردهای مختلف استفاده می شود. برای کاربردهای حافظه ، ترکیب PZT نزدیک به تیتانات سرب ترجیح داده می شود ، در حالی که کاربرد های پیزوالکتریک از ضرایب پیزوالکتریک واگرا مرتبط با مرز فاز مورفوتروپیک استفاده می کنند که نزدیک به ترکیب 50/50 یافت می شود.
بلورهای فروالکتریک اغلب چندین درجه حرارت انتقال و پسماند را نشان می دهند ، دقیقاً همانند بلورهای فرو مغناطیسی . ماهیت انتقال فاز در بعضی از بلورهای فروالکتریک هنوز به خوبی درک نشده است.
در سال 1974 RB Meyer از استدلال های تقارن برای پیش بینی بلورهای مایع فروالکتریک استفاده کرد  و پیش بینی را می توان بلافاصله با مشاهدات مختلف رفتار متصل به فرو الکتریسیته در فازهای کریستال مایع اسمتیک که chiral و tilted هستند ، تأیید کرد. این فناوری امکان ساخت نمایشگرهای صفحه تخت را فراهم می کند. تولید انبوه بین سالهای 1994 و 1999 توسط کانن انجام شد. در تولید LCoS بازتابنده از کریستال های مایع فروالکتریک استفاده می شود.
در سال 2010 دیوید فیلد دریافت که فیلمهای پروزایی از مواد شیمیایی مانند اکسید نیتروژن یا پروپان دارای خواص فروالکتریک هستند. این کلاس جدید از مواد فروالکتریک دارای ویژگیهای " اسپونتالکتریک " است و ممکن است کاربردهای گسترده ای در دستگاه و فناوری نانو داشته باشد و همچنین بر ماهیت الکتریکی گرد و غبار در محیط بین ستاره ای تأثیر بگذارد.
سایر مواد فروالکتریک مورد استفاده شامل سولفات تری گلیسین ، پلی وینیلیدن فلوراید (PVDF) و لیتیوم تانتالات است .
تولید موادی که همزمان خواص فرو الکتریک و فلز را در دمای اتاق ترکیب کنند باید امکان پذیر باشد. طبق تحقیقاتی که در سال 2018 در مجله Nature Communications منتشر شد ،  دانشمندان توانستند یک ورق ماده "دو بعدی" تولید کنند که هم "فروالکتریک" بود (دارای ساختار بلوری قطبی بود) و هم الکتریسیته را هدایت می کرد.

## تئوری
مقدمه ای بر نظریه Landau را می توان در اینجا یافت. بر اساس نظریه گینزبورگ- لاندائو ، انرژی آزاد یک ماده فروالکتریک ، در صورت عدم وجود یک میدان الکتریکی و تنش اعمال شده ، ممکن است به عنوان یک بسط تیلور از نظر پارامتر ترتیب ، P نوشته شود . اگر از بسط مرتبه ششم استفاده شود (یعنی مرتبه 8 و اصطلاحات بالاتر کوتاه شده) ، انرژی آزاد توسط معادله زیر بدست می آید :
{\displaystyle {\begin{array}{ll}\Delta E=&{\frac {1}{2}}\alpha _{0}\left(T-T_{0}\right)\left(P_{x}^{2}+P_{y}^{2}+P_{z}^{2}\right)+{\frac {1}{4}}\alpha _{11}\left(P_{x}^{4}+P_{y}^{4}+P_{z}^{4}\right)\\&+{\frac {1}{2}}\alpha _{12}\left(P_{x}^{2}P_{y}^{2}+P_{y}^{2}P_{z}^{2}+P_{z}^{2}P_{x}^{2}\right)\\&+{\frac {1}{6}}\alpha _{111}\left(P_{x}^{6}+P_{y}^{6}+P_{z}^{6}\right)\\&+{\frac {1}{2}}\alpha _{112}\left[P_{x}^{4}\left(P_{y}^{2}+P_{z}^{2}\right)+P_{y}^{4}\left(P_{x}^{2}+P_{z}^{2}\right)+P_{z}^{4}\left(P_{x}^{2}+P_{y}^{2}\right)\right]\\&+{\frac {1}{2}}\alpha _{123}P_{x}^{2}P_{y}^{2}P_{z}^{2}\end{array}}}
که در آن P x ، P y و P z به ترتیب اجزای بردار قطبش در جهت x ، y و z و ضرایب هستند ، {\displaystyle \alpha _{i},\alpha _{ij},\alpha _{ijk}} باید با تقارن بلوری سازگار باشد. برای بررسی تشکیل دامنه و سایر پدیده ها در فروالکتریک ها ، این معادلات اغلب در متن مدل میدان فاز استفاده می شود . به‌طور معمول ، این شامل اضافه کردن یک بخش شیب ، یک بخش الکترواستاتیک و یک بخش الاستیک به انرژی آزاد است. سپس معادلات با استفاده از روش اختلاف محدود بر روی شبکه، گسسته می شوند و با توجه به محدودیت های قانون گاوس و کشش خطی حل می شوند.
در تمام فروالکتریک های شناخته شده ، {\displaystyle \alpha _{0}>0} و {\displaystyle \alpha _{111}>0} . این ضرایب را می توان به صورت تجربی یا از طریق شبیه سازی های ab-initio بدست آورد. برای فروالکتریک ها با انتقال فاز مرتبه اول ، {\displaystyle \alpha _{11}<0} ، و  {\displaystyle \alpha _{11}>0} برای انتقال فاز مرتبه دوم.
قطبش خود به خودی ، P s یک فروالکتریک برای انتقال فاز کیوبیک به تتراگونال با در نظر گرفتن بسط 1D انرژی آزاد بدست می آید:
{\displaystyle \Delta E={\frac {1}{2}}\alpha _{0}\left(T-T_{0}\right)P_{x}^{2}+{\frac {1}{4}}\alpha _{11}P_{x}^{4}+{\frac {1}{6}}\alpha _{111}P_{x}^{6}}
این انرژی آزاد شکل پتانسیل خوب دو برابری با دو انرژی آزاد با حداقل {\displaystyle P=\pm P_{s}} ، جایی که P s قطبی خود به خود است. در این دو حداقل ، مشتق انرژی آزاد صفر است ، یعنی:
{\displaystyle {\frac {\partial \Delta E}{\partial P_{x}}}=\alpha _{0}\left(T-T_{0}\right)P_{x}+\alpha _{11}P_{x}^{3}+\alpha _{111}P_{x}^{5}=0}
{\displaystyle P_{x}\left[\alpha _{0}\left(T-T_{0}\right)+\alpha _{11}P_{x}^{2}+\alpha _{111}P_{x}^{4}\right]=0}
از آنجا که P x = 0 مربوط به حداکثر انرژی آزاد در فاز فروالکتریک است ، قطبش خود به خود ، P s ، از محلول معادله بدست می آید:
{\displaystyle \alpha _{0}\left(T-T_{0}\right)+\alpha _{11}P_{x}^{2}+\alpha _{111}P_{x}^{4}=0}
که :
{\displaystyle P_{s}^{2}={\frac {1}{2\alpha _{111}}}\left[-\alpha _{11}\pm {\sqrt {\alpha _{11}^{2}-4\alpha _{0}\alpha _{111}\left(T-T_{0}\right)}}\right]}
و حذف راه حل هایی که یک ریشه مرتبه 2 منفی دارند (برای انتقال فاز مرتبه اول یا دوم):
{\displaystyle P_{s}={\sqrt {{\frac {1}{2\alpha _{111}}}\left[-\alpha _{11}+{\sqrt {\alpha _{11}^{2}-4\alpha _{0}\alpha _{111}\left(T-T_{0}\right)}}\right]}}}
اگر {\displaystyle \alpha _{11}=0} ، با استفاده از همان رویکرد بالا ، قطبش خود به خودی ممکن است به صورت زیر بدست آید:
{\displaystyle P_{s}={\sqrt {-{\frac {\alpha _{0}\left(T-T_{0}\right)}{\alpha _{111}}}}}}
حلقه پسماند (P x در مقابل E x ) را می توان از طریق انبساط انرژی آزاد با افزودن اصطلاح الکترواستاتیک دیگری به نام E x P x بدست آورد :
{\displaystyle \Delta E={\frac {1}{2}}\alpha _{0}\left(T-T_{0}\right)P_{x}^{2}+{\frac {1}{4}}\alpha _{11}P_{x}^{4}+{\frac {1}{6}}\alpha _{111}P_{x}^{6}-E_{x}P_{x}}
{\displaystyle {\frac {\partial \Delta E}{\partial P_{x}}}=\alpha _{0}\left(T-T_{0}\right)P_{x}+\alpha _{11}P_{x}^{3}+\alpha _{111}P_{x}^{5}-E_{x}=0}
{\displaystyle E_{x}=\alpha _{0}\left(T-T_{0}\right)P_{x}+\alpha _{11}P_{x}^{3}+\alpha _{111}P_{x}^{5}}
نمودار کردن E به عنوان تابعی از x و P X ، نموداری حدودا با خط 45 درجه منحنی شکل "S" را می دهد. قسمت مرکزی "S" مربوط به حداکثر انرژی آزاد محلی است (از وقتی که {\displaystyle {\frac {\partial ^{2}\Delta E}{\partial P_{x}^{2}}}<0} ). حذف این ناحیه و اتصال قسمتهای بالا و پایین منحنی 'S' توسط خطوط عمودی در ناپیوستگی ها ، حلقه پسماند را ایجاد می کند.

## جستار های وابسته
| فروالکتریسیته - خازن فروالکتریک - اف‌رم - پلیمر های فروالکتریک - میکروسکوپ PFM | فیزیک - دی‌الکتریک - پیزوالکتریسیته - پیروالکتریسیته - ضدفروالکتریسیته - فلکسوالکتریسیته - فیزیک ماده چگال - اسپینترونیک - سرامیک - چندفروئیک | لیست ها - پدیده های الکتریکی - جستارهای فیزیک - جستارهای الکترونیک |

## مطالعه بیشتر
- A. S. Sidorkin (2006). Domain Structure in Ferroelectrics and Related Materials. Cambridge University Press. ISBN 978-1-904602-14-9.
- Karin M Rabe; Jean-Marc Triscone; Charles H Ahn (2007). Physics of Ferroelectrics: A modern perspective. Springer. ISBN 978-3-540-34591-6.
- Julio A. Gonzalo (2006). Effective Field Approach to Phase Transitions and Some Applications to Ferroelectrics. World Scientific. ISBN 978-981-256-875-5.